# حسين بن عيادة
حسين بن عيادة (8 أغسطس 1992 بفرندة في الجزائر ) هو لاعب كرة قدم جزائري في مركز الدفاع. يلعب حاليا مع نادي شباب بلوزداد.
انتقل من شباب قسنطينة إلى فريق النجم الساحلي التونسي لمدة سنتين ونصف بصفقة انتقال حر.
شارك مع المنتخب الجزائري المحلي في بطولة كأس العرب 2021 و توج بالكأس بعد ان لعب 6 مباريات دون ان يسجل أي هدف ولكنه لعب دور هام في تشكيلة الجزائر للوصول إلى نهائي.

## بطولاته
الدوري الجزائري (2) :
- اتحاد الجزائر : 2015–16
- شباب قسنطينة : 2017–18

### مع المنتخب
- كأس العرب : 2021

## وصلات خارجية
- حسين بن عيادة على موقع قاعدة بيانات كرة القدم.إي يو (الإنجليزية)
- حسين بن عيادة على موقع ناشيونال فوتبول تيمز (الإنجليزية)
- حسين بن عيادة على موقع Soccerway.com (الإنجليزية)
- حسين بن عيادة على موقع عالم كرة القدم.نت (الإنجليزية)